# Willem van der Velden (beeldhouwer)
Willem van der Velden (Helmond, 13 februari 1947) is een Nederlandse beeldhouwer.

## Leven en werk
Van der Velden werd opgeleid aan de pedagogische academie en was tot 2008 als docent verbonden aan een middelbare school. Hij gaf les tekenen, handvaardigheid, kunstgeschiedenis en kunstbeschouwing. Daarnaast was hij als zelfstandig kunstenaar actief. Van der Velden houdt zich bezig met verschillende kunstdisciplines, naast bronzen beelden en keramisch werk, maakt hij portret- en fantasietekeningen, evenals staalobjecten en gegoten aluminium werken. De mens staat in zijn werk centraal. 
- Het Myerle Quartissimo is een bronzen beeld uit 2006; dit beeld stelt vier muzikanten met merkwaardige instrumenten voor en het roept herinneringen op aan de taferelen van Jeroen Bosch.
- Op zeven plaatsen in natuurgebieden in Nederland staat een door Willem van der Velden gemaakt beeld ter gedachtenis aan Victor Westhoff met de tekst: hij observeert - hij beschrijft de natuur - in al haar verscheidenheid - telkens weer - hij volgt de natuur. - Ter gedachtenis aan Victor Westhoff (1916 - 2001): In de duinen van Meijendel, De Verbrande Pan bij Bergen, de Badhuiskuil op Terschelling ter hoogte van paal 8, het natuurgebied het Onland in het Springendal (Twente, provincie Overijssel), het Korenburgerveen, het dal van de Geul en de Botanische Tuin in Nijmegen.

## Werken (selectie)
- 1982 / 2009 De Putter - Prins Bernardlaan / Emmastraat Helmond
- 1990 Jacquemart - Singapore
- 1991 Chinese Zodiac - Hongkong
- 1992 Boerenopstand - Nationaal Park in Puy du Fou Frankrijk
- 1995 Wij Samen - Fontein met Schalen Markt in Hapert
- 1996 Bonhöffer - Las Sendas Park in Mesa Arizona
- 1998 Het draait om mensen - President Rooseveltlaan in Helmond
- 2001 Telecommunicatie - Schootensedreef / Gasthuisstraat in Helmond
- 2002 De natuuronderzoeker - d'Almarasweg (Botanische tuin) in Nijmegen
- 2003 Victor Westhoff - Meijendelseweg in Wassenaar
- 2003 Victor Westhoff - Springendal in Tubbergen
- ca2003  Victor Westhoff - Verbrande Panweg in Bergen aan Zee
- ca2003  Victor Westhoff  Plaatweg 1 (Volmolen) Epen (Gulpen-Wittem)
- 2003 Victor Westhoff - Korenburgerveenweg Corle (Winterswijk)
- 2005 Bouwen aan de Poort van Succes - Engelseweg / Lage Dijk in Helmond
- 2005 The giving Child - De Plaetse in Helmond
- 2005 Victor Westhoff - Badweg (bij Badhuiskuil) in West-Terschelling
- 2006 Myerle Quartissimo - Molenweide in Mierlo
- 2006 Overpeinzen - Veestraat in Helmond
- 2006 Een luisterend Oor - Oude Aa in Helmond
- 2007 44 jaar C.V. de Beringse Kuus - Kanaalstraat in Beringe
- 2009 Beschermheer en Vrouw - Dorpsstraat in Helmond
- 2009 Gevelbeeld - Stiphout Helmond
- ---- Twee vrouwen - Kerkstraat in Hapert
- 2010 Met de Muziek mee - Nachtegaallaan in Helmond
- 2011 Gildemonument - Gildeplein in Mierlo
- 2012 Fierljeppen - Brandevoortse dreef in Helmond
- 2013 Koning Willem-Alexander (buste) - Frans Joseph van Thielpark in Helmond
- 2015 Jan Baloys - Dorpsstraat in Helmond
- 2021 Bert Kuijpers - Kasteel-Traverse / Speelhuisplein in Helmond
- 2022 De Weversknoop (klok) - Parallelweg in Geldrop

## Afbeeldingen

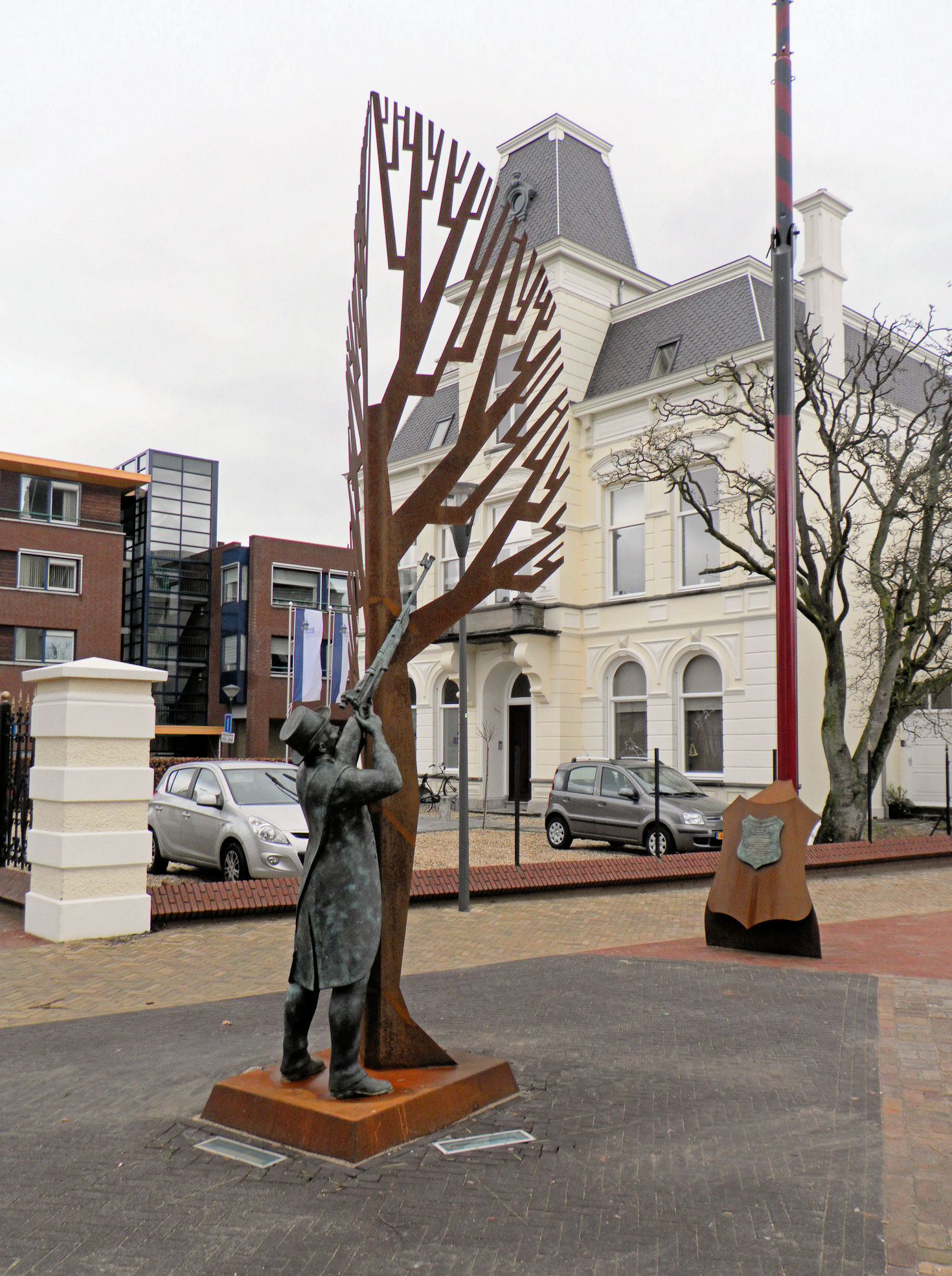
Gildemonument Mierlo
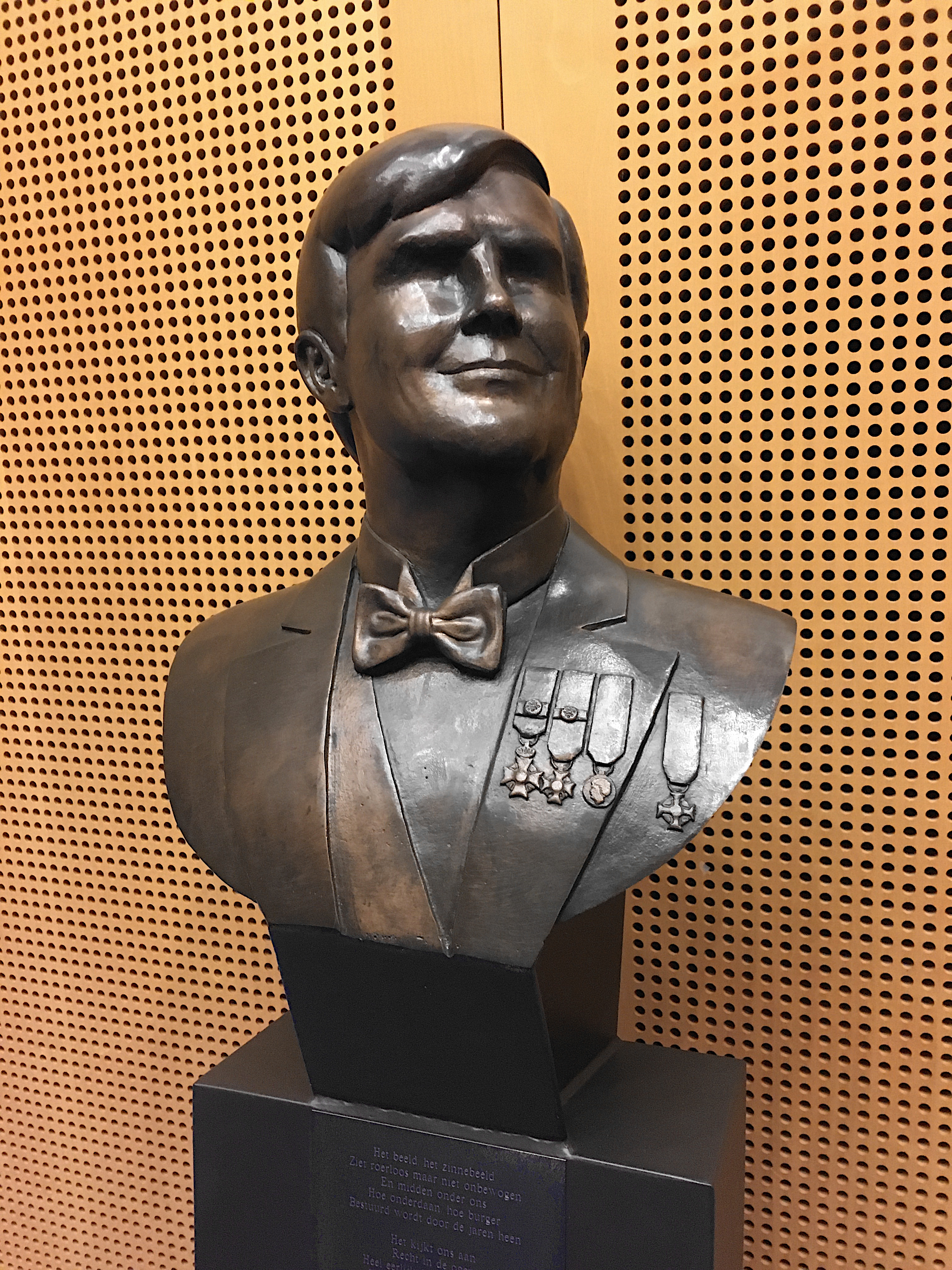
Koning Willem-Alexander
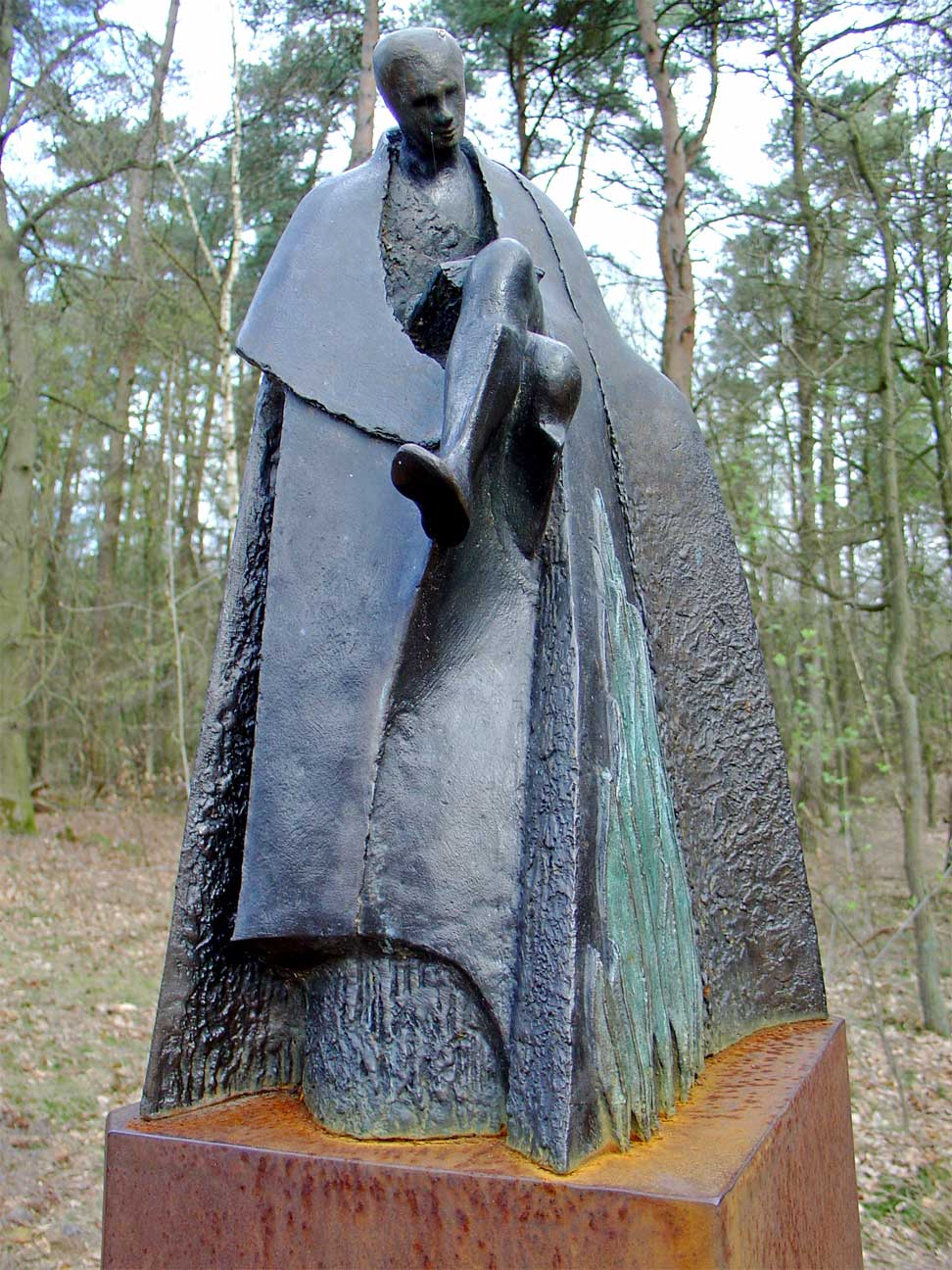
Victor Westhoff Tubbergen
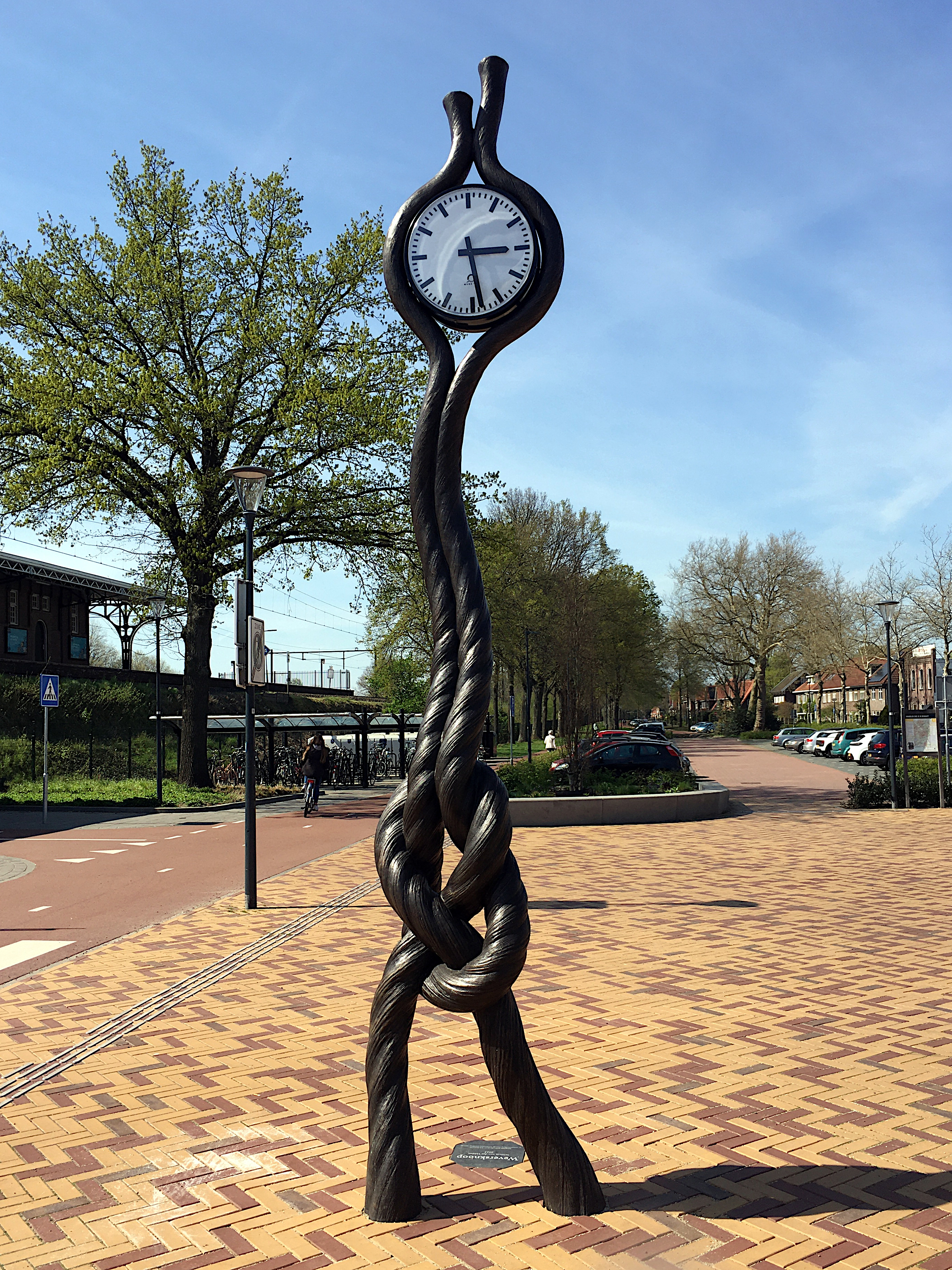
De Weversknoop (2022) in Geldrop
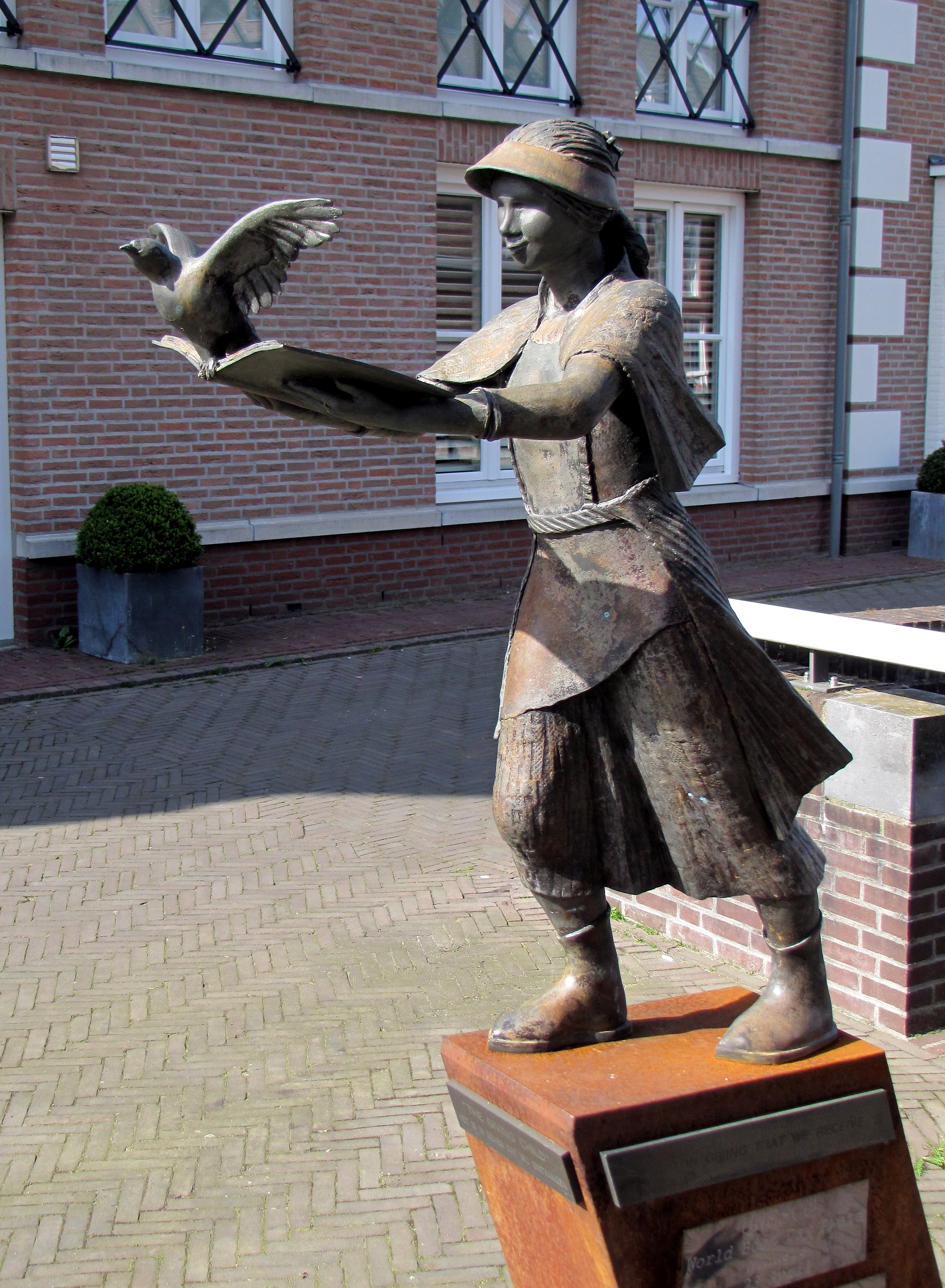
The giving child in Helmond

- RKD-Nederlands Instituut voor Kunstgeschiedenis: 204837